# Jan Böhm

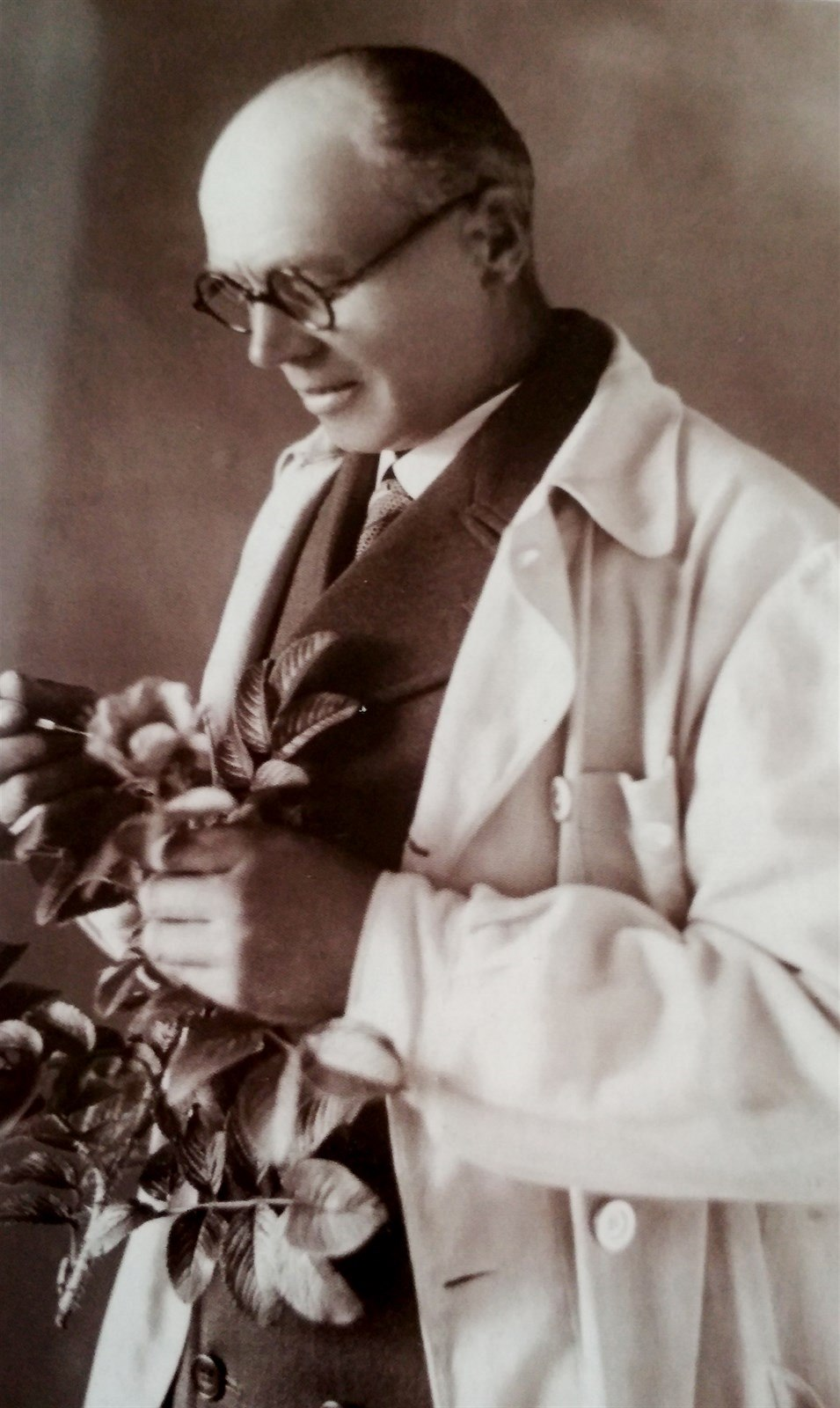
Jan (Hans) Böhm

Jan Böhm (Praag, 25 november 1888 – Blatná, 4 april 1959) was een Tsjecho-Slowaakse rozenkweker en -veredelaar die meer dan 120 verschillende rozencultivars creëerde.

## Leven
Na zijn schooltijd in Vršovice (Praag) ging Jan Böhm als tuinman in de leer bij zijn vader Jan Nepomuk Böhm. Daarna ging hij voor een driejarige stage naar Dresden, waar hij besloot rozenkweker te worden. Daarom werkte hij daaropvolgend nog bij rozenkwekerijen in Frankrijk en Luxemburg. Na zijn thuiskomst wilde Jan Böhm een eigen kwekerij beginnen maar het uitbreken van de Eerste Wereldoorlog verhinderde deze plannen. In juli 1914 werd hij opgeroepen voor Oostenrijkse militaire dienst. Eerst werd hij naar het Russische en later naar het Italiaanse front gestuurd, waar hij gewond raakte.

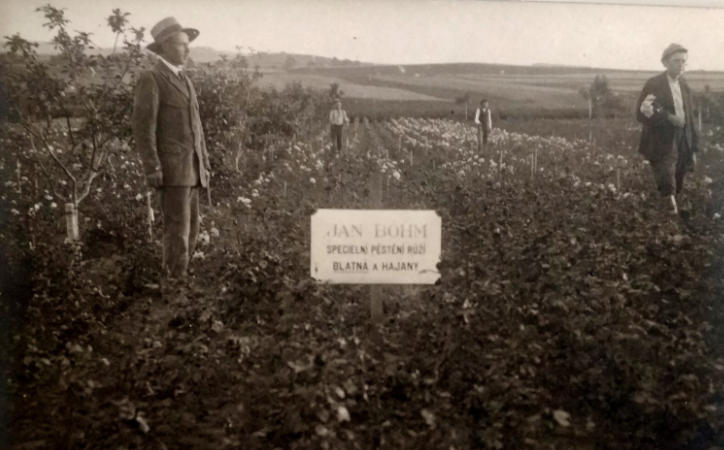
De rozenplantage in Blatná in de jaren 1920

Na het einde van de oorlog kreeg Jan Böhm van zijn vader een stuk grond van twee hectare in de Zuid-Boheemse stad Blatná. Hier begon hij, hoewel velen het land qua bodem en klimaat voor de rozenteelt niet geschikt achtten, met twee hulpkrachten het land te bewerken en 5.000 rozen te planten. In 1919 trouwde Böhm met Marie Maříková.
In de jaren twintig breidde hij zijn bedrijf uit en exploiteerde hij met 16 werknemers zeven hectare grond. In 1923 kweekte Jan Böhm zijn eerste roos, 'Máňa Böhmova', genoemd naar zijn oudste dochter. Hij begon in binnen- en buitenland voor zijn rozen met advertenties,  ansichtkaarten en catalogi reclame te maken. Vanaf het midden van de jaren twintig exporteerde hij rozen naar andere Europese landen, India, Japan, China, Egypte en de Verenigde Staten. 

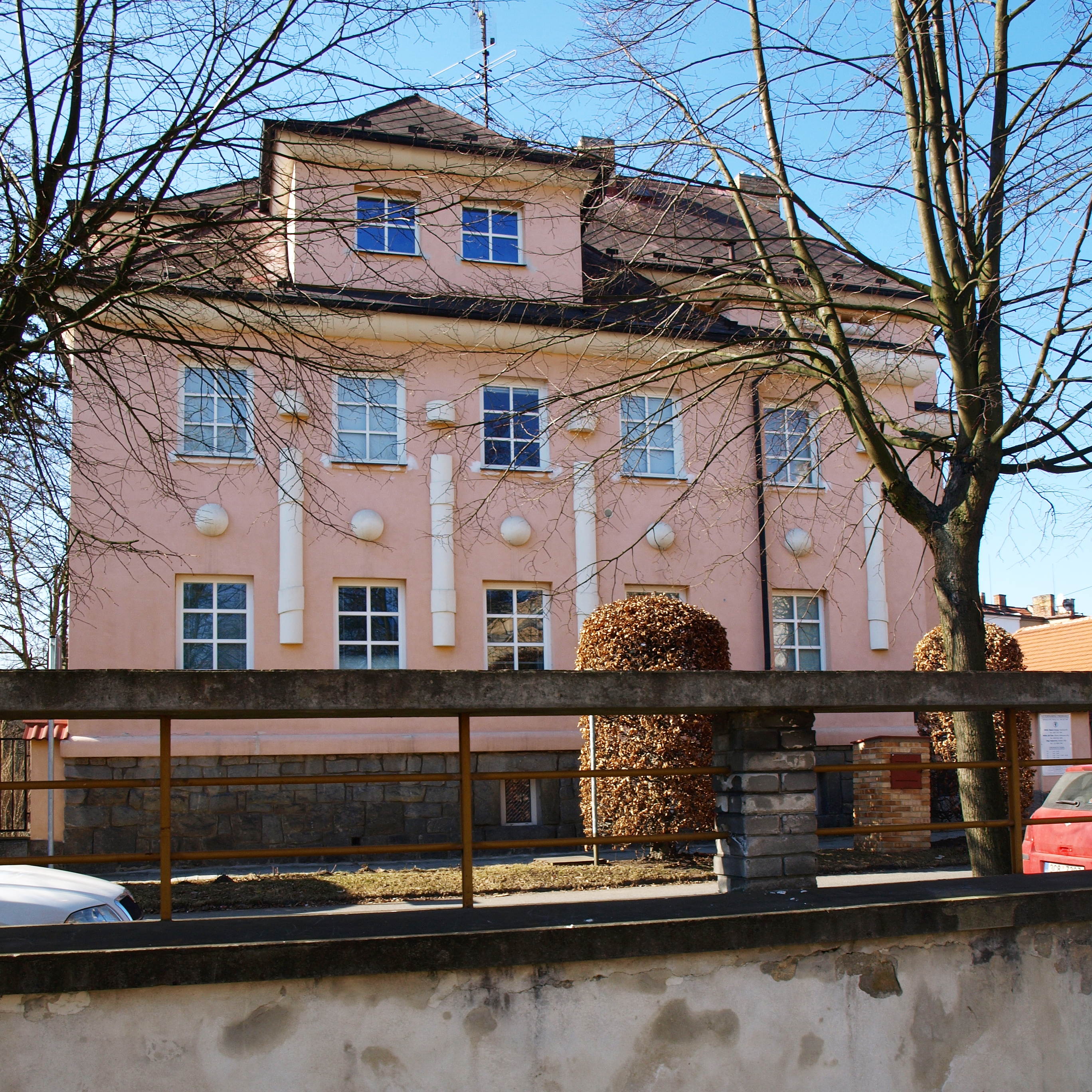
Böhms villa in Blatná

In 1928 vestigde hij het kantoor van het bedrijf in zijn privévilla in Blatná. Het tuinbouwbedrijf floreerde en had 70 werknemers op de rozenplantages en 11 kantoormedewerkers in dienst. Böhms rozenteeltbedrijf ontwikkelde zich dankzij investeringen in technologie tot het modernste en meest gerenommeerde in  Tsjecho-Slowakije. Hij kweekte in het begin van de jaren 1930 rozen op meer dan 30 hectare land en verkocht jaarlijks meer dan 200.000 zaailingen. Böhm hield jaarlijks rozenfestivals en open dagen, die werden bijgewoond door wel 25.000 bezoekers, onder wie de toenmalige minister van Buitenlandse Zaken Edvard Beneš. Böhm stond in nauw contact met talrijke Europese rozentelers en botanici, onder wie de Russische botanicus Ivan Mitsjoerin. Eind jaren dertig plande de rozenkweker de bouw van een rosarium met kassen en een rozenmuseum in Blatná. Door het uitbreken van de Tweede Wereldoorlog ging dit project niet door.
Tijdens de oorlog kwam de rozenteelt en de verkoop van rozen in Blatná tot stilstand. Böhm verbouwde nu fruit, bessen, graan en aardappelen op zijn plantages. Om de bevolking van vitamine C te voorzien, kweekte Jan Böhm rozen met bijzonder grote, eetbare rozenbottels. 
Na het einde van de oorlog werd de rozenteelt in Blatná nieuw leven ingeblazen. Naast rozen kweekte Böhm ook dahlia's en sierbomen. Voordat hij de gevolgen van de oorlog te boven kon komen, werd het rozenbedrijf van Jan Böhm in 1950 genationaliseerd en overgedragen aan het gemeentebedrijf Lidoslužby města Blatné. Jan Böhm werkte daar alleen nog maar als veredelaar en kweekte zijn laatste roos, de klimroos 'Hold Slunci', in 1956. Hij stierf in Blatná in 1959. In 1989 werd de rozenteelt in Blatná gestaakt. 
Jan Böhm was lid van talrijke rozenverenigingen in Europa en de Verenigde Staten, jurylid bij talrijke rozententoonstellingen, en getuige-deskundige bij octrooiaanvragen. Hij publiceerde talrijke vakartikelen in rozentijdschriften. In 1987 werd ter nagedachtenis aan Jan Böhm op het Koubekplein in Blatná een monument in de vorm van stenen rozen opgericht, 
naar een ontwerp van Jan Rampich.
De grootste collectie rozen van Böhm bevindt zich in het rosarium van Sangerhausen in Duitsland. Sinds enige tijd worden de rozencultivars van Jan Böhm, die grootdeels in vergetelheid zijn geraakt, verzameld en weer te koop aangeboden door de Tsjechische tuinman Miloslav Šíp in het bij Blatná gelegen plaatsje Skaličany.

## Rozencultivars (selectie)
In de loop van zijn leven heeft Böhm meer dan 120 nieuwe rozencultivars gekweekt, die hij hoofdzakelijk poëtische en patriottische namen gaf, vernoemd naar bekende persoonlijkheden uit zijn vaderland Tsjecho-Slowakije, bijvoorbeeld Bedřich Smetana, Antonín Dvořák, Tomáš Masaryk, Edvard Beneš, Jan Hus, Božena Němcová, Tomáš Baťa en Lída Baarová. Hij toonde zijn rozen op nationale en internationale rozententoonstellingen en won daarmee in het totaal 14 gouden medailles. Onder andere op de internationale rozententoonstelling in Frankrijk in 1933 de grote medaille van de stad Parijs. Toen de eerste president van de Tsjecho-Slowaakse republiek Tomáš Masaryk in 1937 stierf stuurde Böhm 25.000 rozen naar Praag voor de begrafenis.
Tot de meest succesvolle rozen van Jan Böhm behoren:
- 'Blatná', 1927, theehybride, donkerrood
- 'Jan Böhm', 1928, theehybride, karmijnrood
- 'Bohemia', 1928, theehybride, roze
- 'Sláva Böhmova', 1930, theehybride, zalmkleur met geel hart
- 'Doctor Masaryk', 1930, historische roos, purperroze
- 'Božena Němcová', 1931, theehybride, lichtroze
- 'Alois Jiráske', 1931, theehybride, oranjegeel
- 'Smetana', 1932, polyantharoos, rood
- 'Tomáš Baťa', 1932, historische roos, donkerrood
- 'Temno', 1933, theehybride, donkerrood
- 'Antonín Dvořák', 1933, theehybride, oranjeachtig roze
- 'Jan Hus', 1933, theehybride, lichtroze
- 'Bedrich Smetana', 1933, theehybride, wit
- 'Stratosféra', 1934, setigera-hybride, karmijnrood
- 'Lída Baarová', 1934, theehybride, zalmkleur
- 'Böhmův Triumph', 1934, theehybride, donker purperroze
- 'Čsl. Červený Kříž', 1934, polyantharoos, donkerrood met wit hart
- 'Böhmova Azurová', 1934, historische roos, tussen purperroze en seringkleurig
- 'ČSR', 1934, Klimroos, gallicaroos, licht- en donkerroze gestreept
- 'Kde Domov Muj', 1935, multiflora-hybride, roze met wit hart
- 'Böhmorose', 1935, theehybride, karmijn- tot purperroze
- 'Genius Mendel', 1935, theehybride, purper- tot rozerood
- 'Böhm Junior', 1935, theehybride, karmijn- tot purperroze
- 'Böhms Climber', 1935, klimroos, rood
- 'Vltava', 1936,  ramblerroos, violetrood
- 'Jugoslávie', 1936, theehybride, lichtgeel
- 'Mičurin', 1936, wichurana-hybride, donkerrood
- 'Srdce Evropy', 1937, wichurana-hybride, roze met wit hart
- 'Dr. Karel Kramář', 1937, theehybride, donkerrood
- 'Tolstoi', 1938, setigera-hybride, purperroze
- 'Růže olivetská', 1938, ramblerroos, lichtroze
- 'Mír', 1946, klimroos, lichtroze
- 'Hold Slunci', 1956, klimroos, lichtgeel

## Afbeeldingen

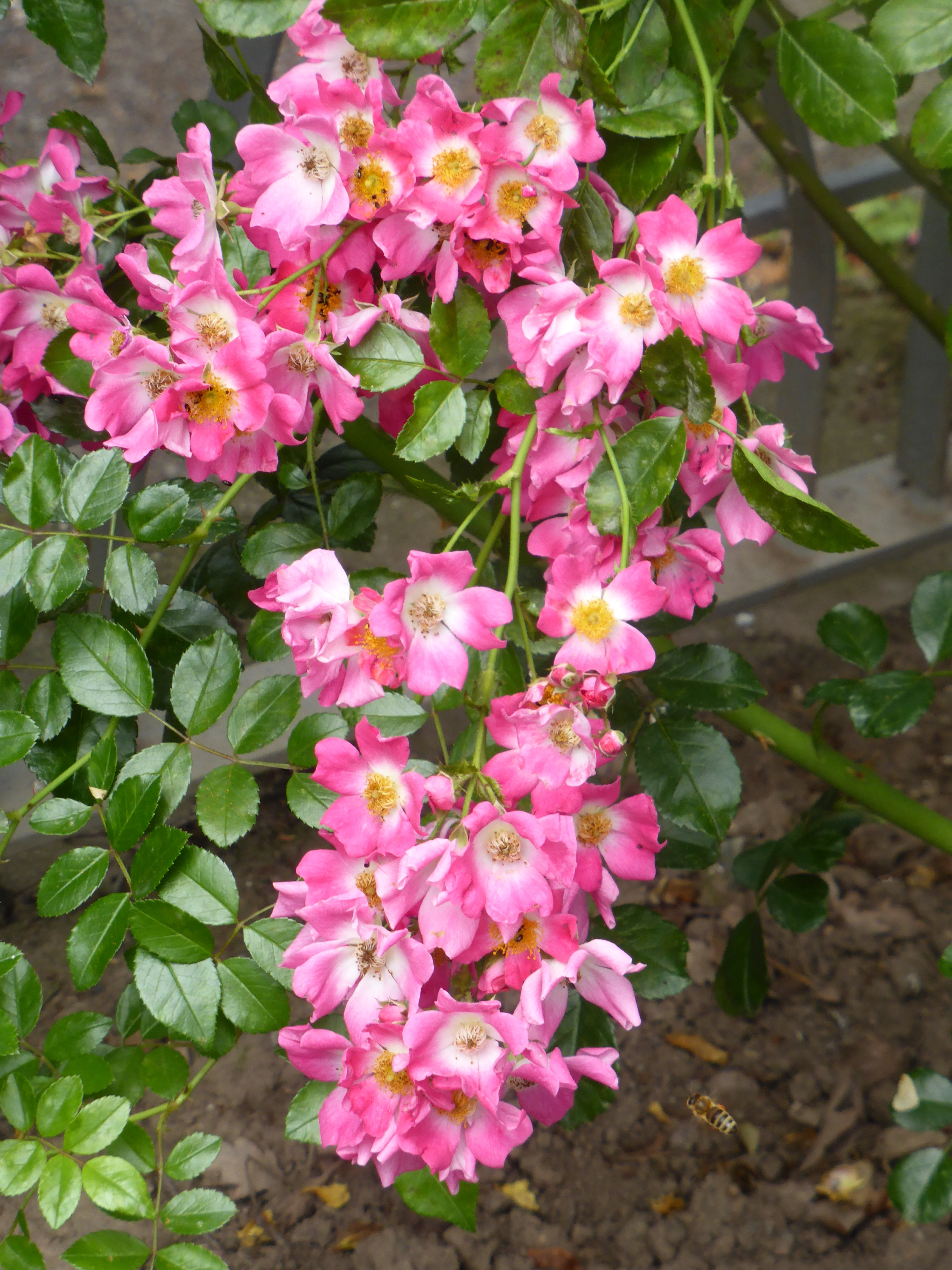
'Srdce Evropy'
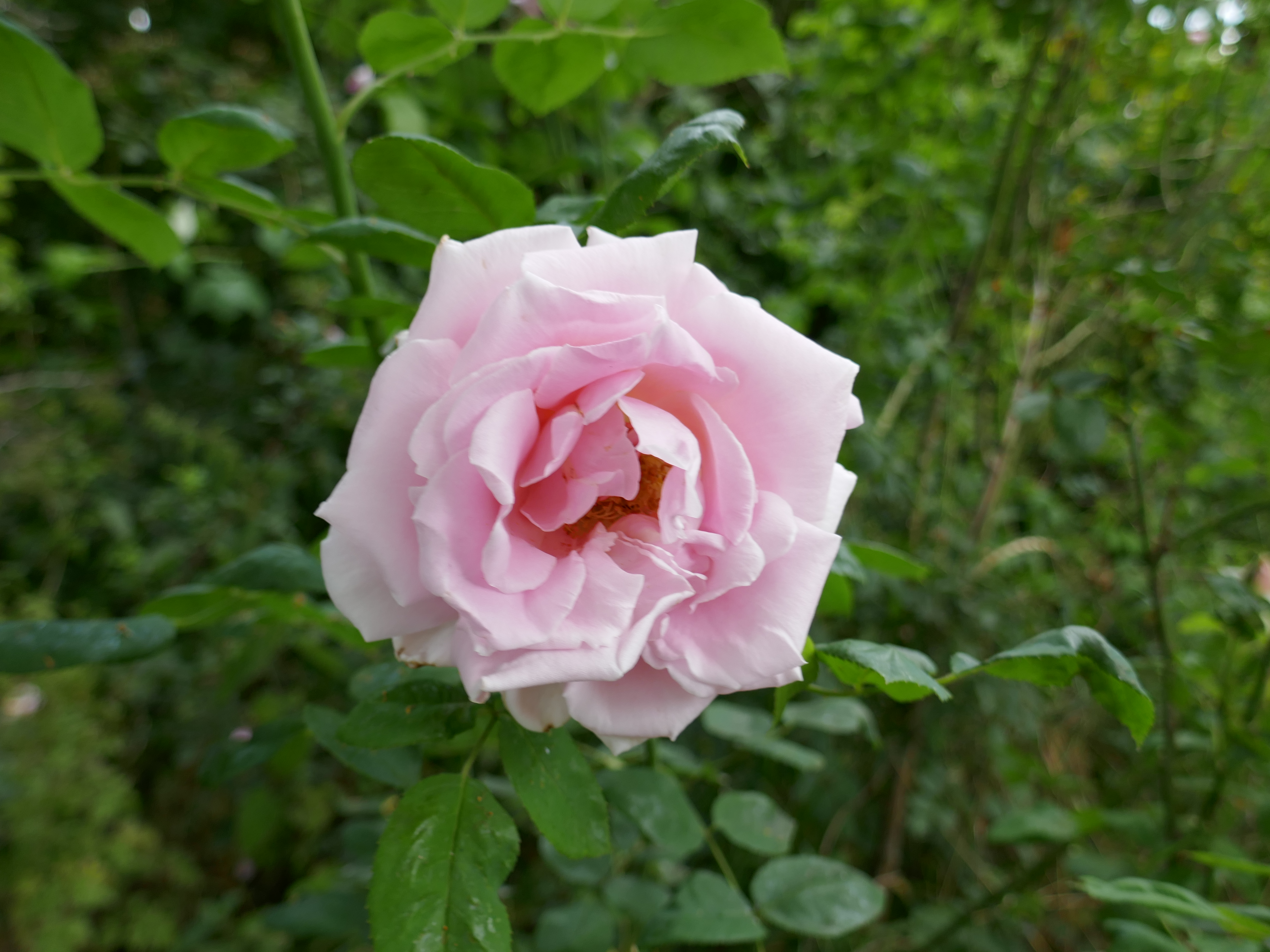
'Dr. Masaryk'
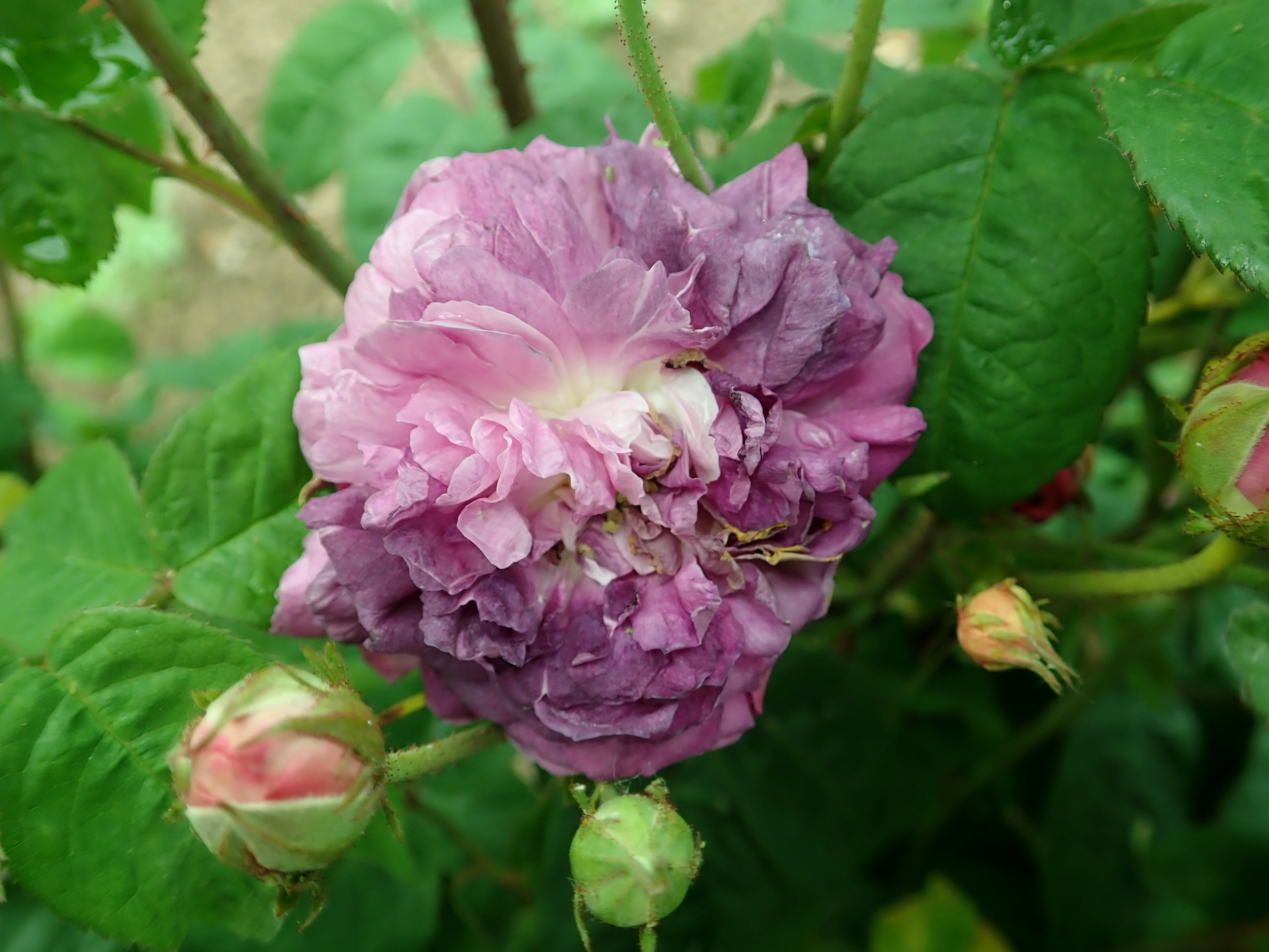
'Böhmova Azurová'
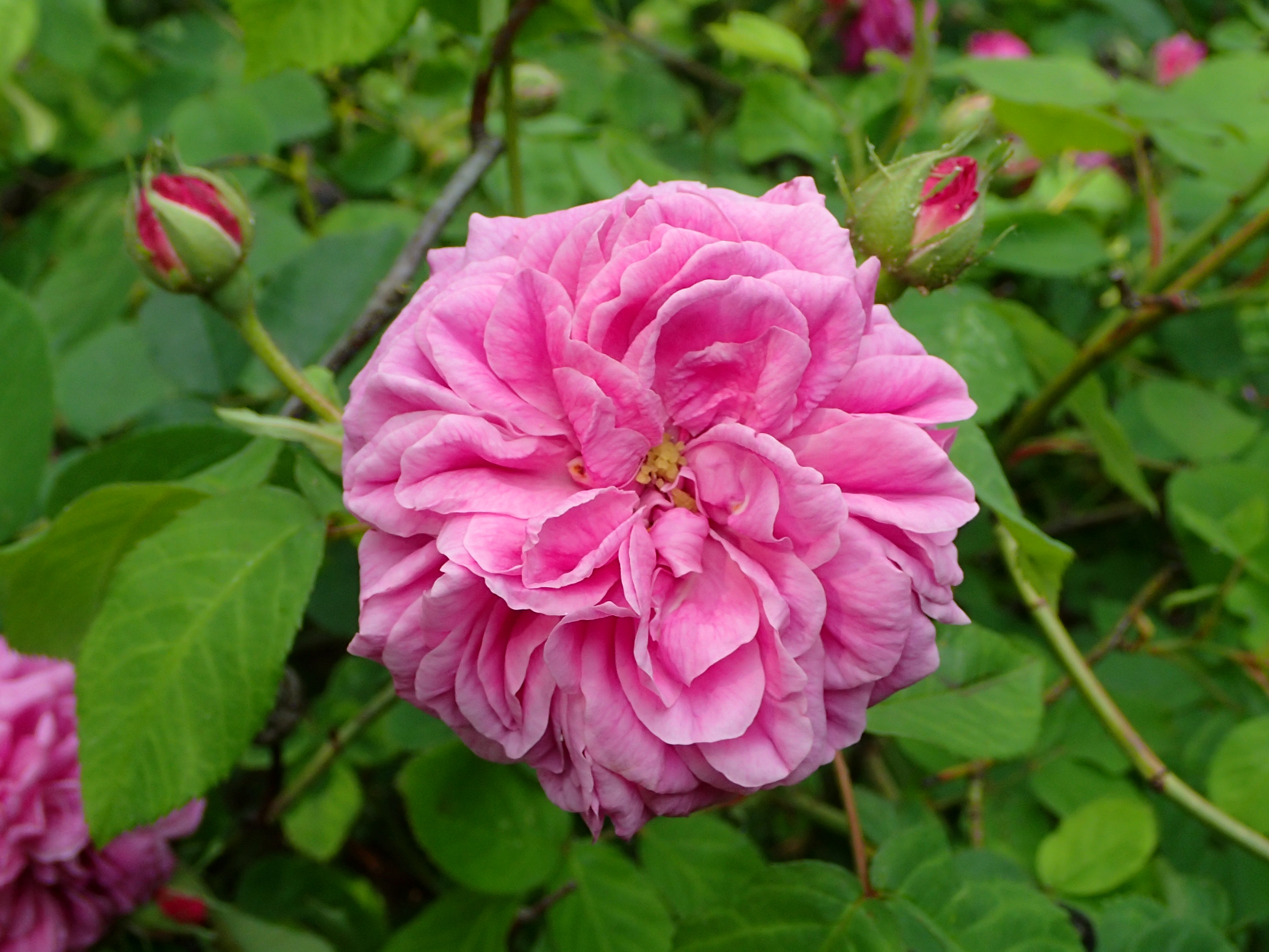
'Stratosféra'